# Luc Castaignos
Luc Castaignos est un footballeur néerlandais né le 27 septembre 1992 à Schiedam d'une mère cap-verdienne et d'un père français. Il évolue au poste d'attaquant au 1. FC Magdebourg.

## Carrière
Il a rejoint l'Inter Milan en juillet 2011. Après une seule saison, il retourne au pays et signe en faveur du FC Twente pour quatre saisons. Le montant du transfert est évalué à 6 millions d'euros (plus bonus).
Le 30 juin 2015, il signe à l'Eintracht Francfort.